# 蔦温泉
蔦温泉（つたおんせん）は、青森県十和田市（旧国陸奥国）にある温泉。

## 泉質
- ナトリウム-硫酸塩・炭酸水素塩-塩化物泉

### 効能
- 神経痛、リューマチ、機能障害[1]。

※注 効能はその効果を万人に保証するものではない。

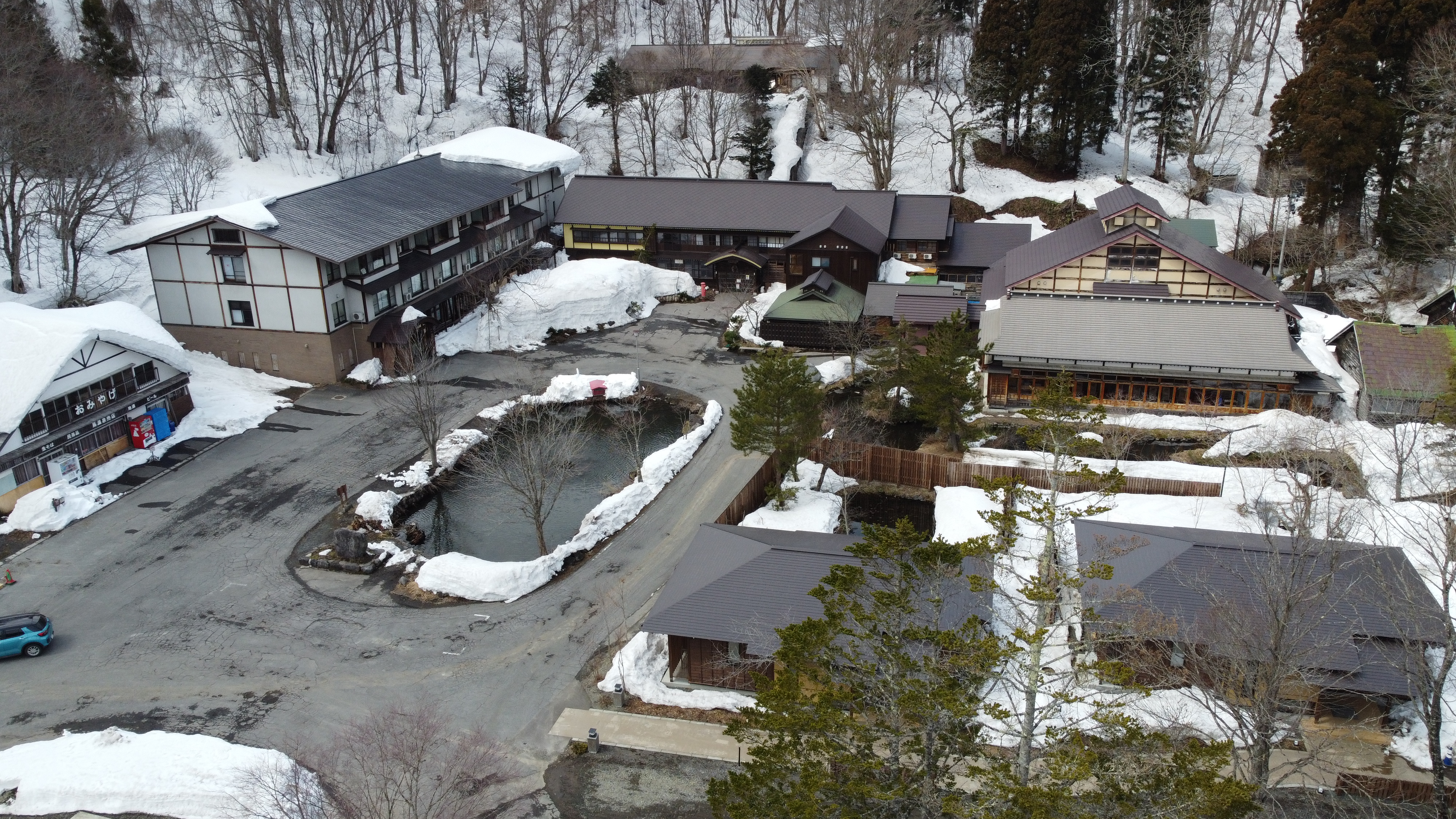

## 温泉街
一軒宿の「蔦温泉旅館」が唯一営業している。十和田樹海と呼ばれるブナの原生林の中にある。大正時代に建造された本館と、源泉が足元から湧出するヒバの浴槽「久安の湯」が自慢。
宿の周囲には蔦七沼（「蔦の七沼」とも）と呼ばれる湖沼群が点在しており、散策路として蔦沼めぐり自然研究路と野鳥の森めぐりのコースがある。
温泉地は日本百名湯にも選ばれている。

## 歴史
発見は1174年とされる。

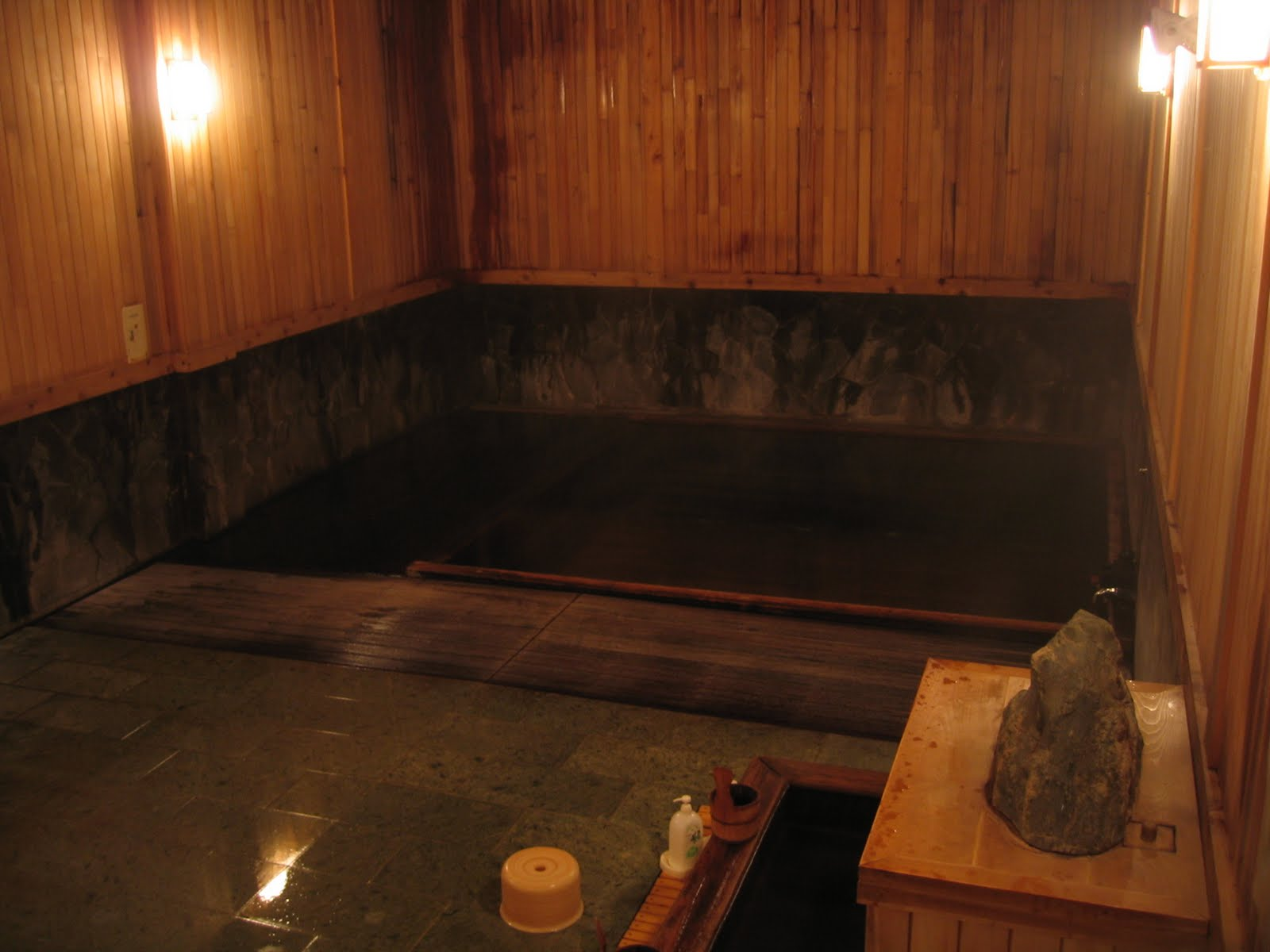
泉響の湯

明治時代の紀行作家大町桂月はこの温泉をこよなく愛し、奥入瀬渓流のそこここの美しさに心奪われる流れや滝・岩に名前を付け、全国に紹介した。晩年は本籍を土佐よりこの地に移し、終のすみ家にした。今も彼の墓が敷地内にあり、季節の移ろいを静かに楽しんでいる。
また、戦後を代表するプロレスラーで参議院議員も務めたアントニオ猪木は夫人と共にしばしばこの温泉を訪れ、死後はこの地で眠ることを希望して墓を建立し、先に亡くなった夫人の遺骨を納めている。また、アントニオ猪木死去後も、猪木が出演するCMは、放送を継続している。

## アクセス
- 車 : 東北自動車道十和田ICから約90分。
- 東北新幹線八戸駅からJRバス東北十和田東線で約90分、「焼山」下車後、十和田北線で約20分、「蔦温泉」下車。またはJR/青い森鉄道青森駅からJRバス東北十和田北線で約1時間30分。

## 周辺
- 蔦七沼
- 奥入瀬渓流
- 焼山温泉
- 谷地温泉
- 猿倉温泉
- 八甲田温泉
- 酸ヶ湯

## 備考
- 吉田拓郎の初期のヒット曲『旅の宿』の舞台とされる[3]。
- 荒巻義雄の架空戦記「十和田要塞1991」において、主な舞台となる「十和田要塞」の司令部がこの地に置かれていたとされている。

## 脚註
1. ↑  ふるさとの文化遺産『郷土資料事典』2、118頁
2. ↑  アントニオ猪木氏、自身の身長と同じ「アントニオ猪木家の墓」建立　亡き妻の納骨式を青森で行う 『ENCOUNT』2022年5月23日（執筆者:水沼一夫、 2022年5月23日閲覧）
3. ↑  ぬくもり残る66号室 読売新聞青森県版『ふるさと歌めぐり』 2010年5月3日閲覧